# Моглица (община Либражд)
 Тази статия е за селото в община Либражд.  За селото в община Малик вижте Моглица (община Малик).  
Моглица или Муглица (на албански: Tiranë или Moglica) е село в Република Албания, община Либражд, област Елбасан.

## География
Селото понякога е включвано в областта Голо бърдо.

## История
До 2015 година селото е част от община Стеблево.

## Личности
Родени в Моглица
- Хасан Моглица (1854 - 1915), албански духовник